# Umlazi
Umlazi est un township de la ville de Durban en Afrique du Sud.
Au recensement de 2011, Umlazi avait 404 811 habitants.